# Veľký Rozsutec
Der Veľký Rozsutec ist ein Berg in der Kleinen Fatra in der Slowakei.

## Lage
Der Berg liegt im Nordosten der Kleinen Fatra auf dem Hauptkamm. Er schließt das Vrátna-Tal nach Osten ab.

## Charakter
Der Veľký Rozsutec besteht aus Dolomitgestein. Er ist durch steil aufragende und zerklüftete Felsen mit insbesondere nach Norden und Westen weit ausladenden Seitenkämmen gekennzeichnet. Das Gestein ermöglichte im Zusammenhang mit der Höhenlage das Entstehen einer artenreichen Vegetation, wobei auch mehrere für die Slowakei endemische Pflanzenarten vorkommen.

## Aufstieg
Der Gipfel – der einen freien Rundblick in alle Richtungen erlaubt – ist auf einem rot markierten Weg sowohl von Süden als auch von Norden zu erreichen; die nördliche Route ist etwas weniger steil.

## Naturschutz
Der Veľký Rozsutec liegt im Nationalpark der Kleinen Fatra. Zusätzlich sind der Berg und seine Umgebung als Nationales Naturreservat (Národná prírodná rezervácia, NPR) seit 1967 auf einer Fläche von 841,55 ha unter besonderen Schutz gestellt. Von Oktober bis Juni ist das Besteigen des Gipfels aus Gründen des Naturschutzes verboten.